# Гоншански мунтјак
Гоншански мунтјак (лат. Muntiacus gongshanensis) је сисар из реда папкара (Artiodactyla) и породице јелена (Cervidae).

## Распрострањење
Врста је присутна у Кини и Мјанмару.

## Станиште
Гонгшански мунтјак има станиште на копну.
Врста је по висини распрострањена до 2.750 метара надморске висине.

## Угроженост
Подаци о распрострањености ове врсте су недовољни.

### Популациони тренд
Популација ове врсте се смањује, судећи по расположивим подацима.